# La morte in più
La morte in più (Too Many Murders) è un romanzo di Colleen McCullough, pubblicato nel 2009. In Italia la pubblicazione è avvenuta nel 2010, nella traduzione di Roberta Zuppet..
Il libro è stato tradotto in otto lingue. Nel 2009 la Bolinda ha prodotto anche l'audiolibro omonimo.

## Edizioni
- Colleen McCullough, La morte in più, traduzione di Zuppet R., collana Narrativa, Rizzoli, 2009.
- Colleen McCullough, La morte in più, Mondolibri, Milano 2011